# Syndrom polycystických ovarií

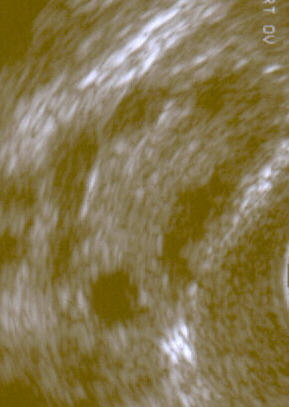
ultrazvukový snímek PVS

Syndrom polycystických ovarií (zkráceně PCOS z anglického polycystic ovary syndrome, PCO, Stein-Leventhalův syndrom) je syndrom charakterizovaný zastavením ovulace, nepřítomností menstruace, neplodností a ochlupením na u žen nezvyklých partiích.

## Popis
Za normálních okolností jsou folikuly uvnitř vaječníků působením hormonů z hypofýzy stimulované k růstu, zrají, a stoupají k povrchu vaječníku, kde prasknou a uvolní vajíčko. Zbytky z roztrženého folikulu pak začnou produkovat progesteron, který stimuluje výstelku dělohy (endometrium) k zesílení, pro případ, že to bude potřeba pro podporu oplodněného vajíčka.
Zvýšení produkce progesteronu je signálem pro hypofýzu k zastavení stimulace vývoje vajíček.
V případě PCO se folikuly nikdy z vaječníku neuvolní. Rostou pod povrchem vaječníku a jsou vytvářeny stále znovu, protože hypofýza nesignalizuje zastavení jejich produkce. Oba vaječníky se naplní malými cystami a vaječníky se mohou zvětšit. Zesílené pouzdro také roste aby obalilo vaječník.

## Příčiny a rizikové faktory
Syndrom polycystických ovarií se obvykle objevuje u žen do 30 let. Je způsobené endokrinní nerovnováhou se zvýšenými hodnotami testosteronu, estrogenu, a luteinizačního hormonu (LH) a sníženou sekrecí folikuly stimulujícího hormonu (FSH).
Zvýšená hladina LH spojená s touto poruchou může být důsledkem zvýšení citlivosti hypofýzy k stimulaci uvolňovaným hormonem nebo nadměrnou stimulací hormonů produkovaných nadledvinami. Onemocnění může být také spojeno s poruchami v ose hypotalamus-hypofýza-ovarium nebo s nadbytkem mužských pohlavních hormonů (např. produkce nádorem).

### Symptomy
Symptomy jsou nepravidelná až trvalá absence ovulace, trvalá produkce estrogenu, vyšší než normální produkce mužských pohlavních hormonů, vyšší než běžná produkce LH s nízkou nebo průměrnou produkcí FSH, ztlouštělé a zvětšené vaječníky (často dvakrát větší než je jejich normální velikost), abnormální menstruační příznaky (nepřítomnost menstruačních period nebo nepravidelné těžké krvácení), nadměrný vlasový růst a mužská vlasová struktura a distribuce. Může nastat primární forma neplodnosti lehce odstranitelné operačním zásahem (laparoskopie).